# Sierrathrissa leonensis
Sierrathrissa leonensis is een straalvinnige vissensoort uit de familie van de haringen (Clupeidae). De wetenschappelijke naam van de soort is voor het eerst geldig gepubliceerd in 1969 door Dirk Thys van den Audenaerde. 
Het is een erg kleine zoetwaterharing, die voorkomt in West-Afrika. De soort is voor het eerst aangetroffen in Sierra Leone. Volwassen dieren bereiken slechts een lengte van maximaal 3 centimeter.